# Robertsonidra oligopus
Robertsonidra oligopus is een mosdiertjessoort uit de familie van de Robertsonidridae. De wetenschappelijke naam van de soort is voor het eerst geldig gepubliceerd in 1908 door Robertson.